# Organizzazione meteorologica mondiale
L'organizzazione meteorologica mondiale (OMM) (in inglese World Meteorological Organization - WMO) è un'organizzazione intergovernativa di carattere tecnico, che si occupa di meteorologia e che comprende 193 Stati membri e Territori.

## Storia
È originata dall'International Meteorological Organization (IMO), fondata nel 1873. Stabilita nel 1950, l'OMM diventò un'agenzia delle Nazioni Unite nel campo della meteorologia (sia come tempo atmosferico sia come climatico), idrologia e le relative scienze geofisiche. L'organizzazione ha base a Ginevra (Svizzera).
Il presidente è dal 2023 l'emiratino Abdulla Al Mandous e la segretaria generale è dal 2024 l'argentina Celeste Saulo.

## Descrizione

### Obiettivi
Gli obiettivi che l'organizzazione si è imposta sono:
- facilitare la cooperazione internazionale per stabilire una rete di stazioni, per effettuare rilevamenti meteorologici, idrogeologici e geofisici, oltre a promuovere l'instaurazione e il mantenimento dei centri di previsione meteorologica;
- promuovere lo scambio d'informazioni meteorologiche;
- promuovere una standardizzazione dei rilevamenti meteorologici, per rendere uniformi le pubblicazioni statistiche e delle osservazioni;
- all'applicazione della meteorologia all'aeronautica, al trasporto, ai problemi dell'acqua, all'agricoltura e ad altre attività umane;
- promuovere le attività idrologiche operative e a un'ulteriore collaborazione fra i servizi meteorologici e idrologici;
- promuovere la ricerca nel campo meteorologico.

### Attività
A partire dal 1961, l'IMO ha organizzato il World Meteorological Day, una giornata-evento sugli impatti del cambiamento climatico, che si è regolarmente svolta in tutti gli Stati membri con uno slogan di volta in volta differente. Il giorno prescelto è sempre stato il 23 marzo, al fine di commemorare l'entrata in vigore dello statuto dell'organizzazione. In tale occasione, numerosi Stati emettono francobolli che ricordano il tema dell'evento o il conseguimento di particolari obbiettivi climatici.
Nel 1956 fu istituito l'International Meteorological Organization Prize, un riconoscimento annuale per i contributi nel campo della meteorologia, e, a decorrere dal 1971, in quello dell'idrologia applicata. Esso consiste in una medaglia d'oro da 24 carati avente un diametro di 57 millimetri, che sul verso riporta la dicitura latina Pro singulari erga scientiam meteorologicam merito ("A motivo del merito singolare per la scienza meteorologica"), unitamente a un contributo di 10 000 franchi svizzeri. Il nome fu scelto quando l'IMO ancora si chiamava International Meteorological Organization.

### Rapporti annuali
Ogni anno l'Organizzazione meteorologica mondiale pubblica un rapporto sullo stato del pianeta.
Il 21 aprile 2023 è stato presentato il rapporto State of the Global Climate 2022 con il quale si attesta che nel 2022:
- La temperatura media globale è stata di 1,15±0,13 °C rispetto alla media preindustriale (1850-1900), risultando così gli ultimi otto anni i più caldi mai registrati. Nonostante il rallentamento del fenomeno La Niña, il 2022 è stato il quinto o sesto anno più caldo mai registrato.
- Le concentrazioni dei tre principali gas serra hanno raggiunto nel 2021 livelli record: anidride carbonica (CO2) 415,7 ± 0,2 ppm; metano (CH4) 1 908±2 ppb; protossido di azoto (N2O) 334,5±0,1 ppb. I dati in tempo reale mostrano che nel 2022 i livelli dei tre gas serra hanno continuato a crescere.
- Circa il 90% dell'energia in eccesso che si accumula nel pianeta a causa delle crescenti concentrazioni di gas serra, finisce negli oceani, sino a 2000 m di profondità.
- Nel 2022, il 58% della superficie degli oceani ha subito almeno un'ondata di calore, mentre solo il 25% ha registrato ondate di freddo. I coralli, e quindi gli ecosistemi marini, sono estremamente sensibili alle variazioni di temperatura.
- Il livello medio globale del mare ha continuato a salire nel 2022, raggiungendo il massimo misurato dagli altimetri satellitari del periodo 1993-2022, passando da 2,27 mm all'anno del decennio 1993-2002 a 4,62 mm all'anno del decennio 2013-2022.
- Gli oceani assorbono circa il 25% delle emissioni di CO2 di origine antropica, aumentandone l'acidità con conseguente rischio per gli ecosistemi, compresa la sicurezza alimentare.
- Nell'anno idrologico 2021/22, un insieme di ghiacciai di riferimento per le osservazioni a lungo termine hanno registrato una media di -1,18 "metri acqua equivalente" (m.w.e.). Questa perdita è la maggiore della media dell'ultimo decennio, dal 1970 il bilancio ammonta a −26 m.w.e.
- Nell'Africa orientale, le precipitazioni sono state inferiori alla media per cinque stagioni consecutive, la più lunga sequenza di questo tipo in 40 anni. A partire da agosto 2022, circa 37 milioni di persone hanno dovuto affrontare in tutta la regione un'insicurezza alimentare acuta sotto gli effetti della siccità e altre criticità.
- In Pakistan, le precipitazioni di luglio e agosto 2022 hanno provocato vaste inondazioni, causando almeno 1 700 morti e 33 milioni di persone sono state colpite, di cui quasi 8 milioni sono state sfollate. I danni e le perdite economiche sono stati stimati in 30 miliardi di dollari.
- Nell'estate 2022 Cina ed Europa sono state colpite da ondate di caldo record. In alcune zone, il caldo estremo è stato accompagnato da condizioni eccezionalmente secche. In Europa, le morti in eccesso associate al caldo hanno superato i 15 000 totali tra Spagna, Germania, Regno Unito, Francia e Portogallo.

### Elenco dei segretari generali
- 1952–1955 Gustav Swoboda ()[13]
- 1956–1979 David Arthur Davies ()
- 1980–1983 Aksel Christopher Wiin-Nielsen ()
- 1984–2003 Godwin Obasi ()
- 2004–2015 Michel Jarraud ()
- 2016–2023 Petteri Taalas ()
- 2024–in carica Celeste Saulo[14] ()

## Curiosità
- Una delle funzioni è l'assegnazione dei nomi ai cicloni tropicali.
- L'OMM è stata coinvolta nella creazione dell'Gruppo intergovernativo sul cambiamento climatico (IPCC), oltre all'istituzione della Global Atmosphere Watch (GAW).
- Il 23 marzo l'ONU festeggia la Giornata mondiale della meteorologia.